# Pranvera Lumani
Pranvera Lumani też jako: Pranvera Veizi (ur. 13 maja 1965 w Beracie) – albańska aktorka. 

## Życiorys
W 1987 ukończyła studia aktorskie w Instytucie Sztuk w Tiranie i podjęła pracę w teatrze miejskim w Beracie. Po kilku latach przeniosła się do estradowego Teatru Variete w Tiranie. Na dużym ekranie zadebiutowała w 1985 epizodyczną rolą w filmie Nxenesit e klases sime. Potem zagrała jeszcze w 5 filmach fabularnych. W roku 1999 wraz z rodziną wyemigrowała do USA.
Jest mężatką (mąż Valentin Veizi jest kompozytorem), ma dwoje dzieci.

## Role filmowe
- 1984: Nxenesit e klases sime jako uczennica
- 1985: Në prag të jetës jako Blerta
- 1986: Dasem e çuditeshme jako Sherka
- 1986: Kur hapen dyert e jetes jako Vera
- 1987: Eja
- 1987: Një vit i gjatë jako technik Adelaida